# Julie Rogers
Julie Rogers (* 6. April 1943 in Bermondsey, London, als Julie Rolls) ist eine britische Sängerin.

## Leben
Rogers begann ihre Karriere als Sängerin im Orchester von Teddy Foster. 1964 gelang ihr mit dem Titel The Wedding, einer Adaption des argentinischen Liedes La Novia, ein weltweiter Hit. Rogers’ The Wedding war eine Coverversion einer 1961 von Anita Bryant in den USA veröffentlichten Single. Schätzungen zufolge wurden von dem Titel bis heute zwischen 12 und 15 Millionen Kopien verkauft. Für Deutschland nahm sie den Song unter dem Titel Glocken der Liebe auch in deutscher Sprache auf. Der Titel The Wedding erreichte in Großbritannien Platz 3, in den USA Platz 10, in Deutschland Platz 16. In Großbritannien gelang ihr mit der Nachfolgesingle Like a Child noch einmal ein Sprung in die Top 20 auf Platz 20, in den USA konnte der Song lediglich Platz 67 erreichen. Bei beiden Aufnahmen wurde sie vom Orchester Johnny Arthey begleitet.